# Catatemnus
Genre
Catatemnus est un genre de pseudoscorpions de la famille des Atemnidae.

## Distribution
Les espèces de ce genre se rencontrent en Asie et en Afrique subsaharienne.

## Liste des espèces
Selon Pseudoscorpions of the World (version 3.0) :
- Catatemnus birmanicus (Thorell, 1889)
- Catatemnus braunsi (Tullgren, 1907)
- Catatemnus comorensis (Ellingsen, 1910)
- Catatemnus concavus (With, 1906)
- Catatemnus exiguus Mahnert, 1978
- Catatemnus fravalae Heurtault, 1983
- Catatemnus granulatus Mahnert, 1978
- Catatemnus kittenbergeri Caporiacco, 1947
- Catatemnus monitor (With, 1906)
- Catatemnus nicobarensis (With, 1906)
- Catatemnus schlottkei Vachon, 1937
- Catatemnus thorelli (Balzan, 1892)
- Catatemnus togoensis (Ellingsen, 1910)

et décrites depuis :
- Catatemnus huae Hou, Zhao & Zhang, 2023
- Catatemnus laminosus Hou, Zhao & Zhang, 2023
- Catatemnus ramus Hou, Zhao & Zhang, 2023
- Catatemnus scaber Hou, Zhao & Zhang, 2023
- Catatemnus tengchongensis Hou, Zhao & Zhang, 2023
- Catatemnus tibetanus Hou, Zhao & Zhang, 2023

## Systématique et taxinomie
Ce genre a été décrit par Beier en 1932 dans les Atemnidae.

## Publication originale
- Beier, 1932 : « Revision der Atemnidae (Pseudoscorpionidea). » Zoologische Jahrbücher, Abteilung für Systematik, Ökologie und Geographie der Tiere, vol. 62, p. 547-610.